# Annibale Brugnoli
Annibale Brugnoli (Perugia, 22 febbraio 1843 – Perugia, 11 dicembre 1915) è stato un pittore italiano.

## Biografia
Frequentò l'Accademia di Belle Arti di Perugia, avendo come maestro il pittore Silvestro Valeri. Si recò quindi a Napoli per perfezionarsi alla scuola di Domenico Morelli, dal quale ereditò uno spiccato gusto per il realismo.
Si specializzò nelle arti decorative e fu uno dei più famosi decoratori della Roma umbertina. Dopo il buon successo all'Esposizione parigina del 1878 ricevette molte commissioni importanti, dalle decorazioni del teatro Lirico di Milano alla sala d'aspetto reale della Stazione Termini.
A Roma decorò il Teatro Costanzi (poi dell'Opera). A Perugia lasciò notevoli affreschi a Palazzo Cesaroni (Danza delle Ore), Palazzo Graziani, Palazzo delle Poste e Villino Fani.
A Cupra Marittima affrescò integralmente con un motivo naturalistico una stanza della Villa Boccabianca nella contrada omonima.
Ad Ussita nel 1913 decorò gli interni della cappella neogotica annessa all'Asilo Orfanotrofio e Scuola di Lavoro "Francesco Arsini" (attuale Casa di Accoglienza).
Nel 1999 gli è stata dedicata una grande monografia grazie all'interessamento della fondazione della Cassa di Risparmio di Perugia.